# アガトダイモーン
アガトダイモーン（古希: Ἀγαθοδαίμων, Agathodaimōn）、またはアガトス・ダイモーン（古希: Ἀαγαθὸς Δαίμων, Agathos Daimōn）は、ギリシア神話において、ブドウ畑と穀物畑そして幸運と健康と知識の神であった。名はギリシア語で「善き霊」を意味する。彼を讃えるために毎食の度に純粋なワインを注ぎ飲む風習があった。幸運の女神テュケーとは夫婦である。芸術の中では蛇の姿や、片手に豊饒の角と鉢を1つずつ持ちもう片方にケシと麦穂を1つずつ持った若者の姿で表される。後に幸運（特に家族によい飲食物）を司る一般的な「ダイモーン」として作り替えられた。